# Divisão N.º 11 (Saskatchewan)
A Divisão N.º 11 é uma das dezoito divisões do censo da província canadense de Saskatchewan, conforme definido pela Statistics Canada. A região está localizada na parte central da província e inclui Saskatoon, a maior cidade da mesma.
De acordo com o censo populacional de 2006, 244 mil pessoas moram nesta divisão, o que a torna a mais populosa das dezoito divisões de Saskatchewan. A região tem uma área de 16.683 km2.